# Yıldırım Akbulut
Yildirim Akbulut (ur. 2 września 1935 w Erzincan, zm. 14 kwietnia 2021 w Ankarze) – turecki polityk i prawnik, lider Partii Ojczyźnianej, deputowany i minister, w latach 1989–1991 premier Turcji, przewodniczący Wielkiego Zgromadzenia Narodowego Turcji (1987–1989 i 1999–2000).

## Życiorys
Ukończył studia prawnicze na Uniwersytecie Stambulskim. Po odbyciu służby wojskowej praktykował w zawodzie prawnika w rodzinnej miejscowości. Pełnił funkcję przewodniczącego ugrupowania Adalet Partisi w prowincji Erzincan. W 1983, w okresie demokratyzacji po przewrocie wojskowym z 1980, znalazł się wśród założycieli centroprawicowej i świeckiej Partii Ojczyźnianej (ANAP) zainicjowanej przez Turguta Özala. W tym samym roku uzyskał mandat posła do Wielkiego Zgromadzenia Narodowego Turcji. Z powodzeniem ubiegał się o reelekcję w wyborach w 1987 i 1991.
Od października 1984 do grudnia 1987 był ministrem spraw wewnętrznych. Następnie do listopada 1989 pełnił funkcję przewodniczącego parlamentu. W listopadzie 1989 został nowym przewodniczącym partii ANAP w miejsce wybranego na prezydenta Turguta Özala. W tym samym miesiącu stanął również na czele rządu. Skonfliktował się wkrótce z innym z liderów formacji – Mesutem Yılmazem. Ten ostatni w czerwcu 1991 zastąpił go na czele Partii Ojczyźnianej, a następnie w tymże miesiącu został nowym premierem. Yıldırım Akbulut nie kandydował w wyborach parlamentarnych w 1995. Do parlamentu został wybrany natomiast kolejny raz w 1999, zasiadając w nim do 2002. Od maja 1999 do października 2000 ponownie kierował pracami Wielkiego Zgromadzenia Narodowego Turcji. Pod koniec kadencji przeszedł do frakcji poselskiej Partii Słusznej Drogi.
Był żonaty z Saime Akbulut; miał troje dzieci.